# 马边粘体虫
马边粘体虫（学名：Myxosoma mapienensis）为粘体科粘体虫属的动物。在中国，分布于四川等，营寄生生活，寄生在云南光唇鱼的鳃。